# S.O.S. Meteoros
S.O.S. Meteoros es el octavo libro de cómic de la serie Blake y Mortimer de Edgar P. Jacobs. Fue el primero publicado en la revista Tintin. La portada muestra las máquinas de la red Cirrus alterando el clima. Al fondo, bajo un cielo de tormenta, aparece la Torre Eiffel, sobre la que se precipita un rayo.

## Sinopsis
El clima del mundo se ha descontrolado, y el Profesor Mortimer responde a una invitación al respecto de su amigo el Profesor Labrousse. Mientras se dirige en taxi para ver a su amigo, sufre un accidente de tráfico y se ve directamente envuelto en una nueva aventura con sus amigos.

## Argumento
Europa Occidental ha padecido durante varios meses una serie de desastres climatológicos. Mortimer llega a París para reunirse con su amigo el profesor Labrousse, un meteorólogo francés. En un taxi que toma en la Gare des Invalides, mientras recorren la Rue Royale, Mortimer y el taxista presencian un grave accidente causado por un Ford Custom azul. A continuación,  en la estación de Versailles-Rive Gauche, un taxi enviado por Labrousse y conducido por un tal Ernesto le lleva a su destino, la casa del profesor en Jouy-en-Josas.
Sin embargo, durante el trayecto se averían las luces del automóvil cuando ya se ha hecho de noche. Afortunadamente, un cartero llamado Luis se les ofrece para que puedan seguirle, pero lo pierden en unos minutos, cuando Ernesto confunde las luces del furgón de correos con las del Ford Custom azul, cuya velocidad excesiva provoca un accidente que acaba con el taxi sumergido en un estanque. Mientras Ernesto intenta encontrar ayuda, Mortimer cae el agua y está a punto de ahogarse. Tras alcanzar tierra firme, consigue llegar a su destino haciendo autostop. Una vez allí, le cuenta sus peripecias a su amigo, quien le explica su hipótesis sobre las causas del anormal comportamiento del clima: habiendo notado que sólo Europa Occidental está afectada por estos desastres, deduce que son provocados por los enemigos de Occidente y no por la naturaleza.
Al día siguiente, los dos protagonistas escuchan de un policía que el taxi había sido encontrado en el Estanque de la Geneste, y que Ernesto no había aparecido. Mortimer, Labrousse y el policía llegan a un lugar donde la gente se comporta misteriosamente. Mortimer identifica merodeando por allí el Ford azul que había visto en la Rue Royale. Entonces, después de una breve investigación, descubre que el accidente no pudo haber sucedido en el Estanque de la Geneste, y por lo tanto concluye que alguien deliberadamente cambió la ubicación del accidente. Finalmente descubre que el taxi fue llevado desde el castillo de Troussalet. Allí reconoce el auténtico estanque del accidente, antes de ser secuestrado por unos enmascarados.
Al día siguiente en París, en el Ministerio del Interior, Blake colabora con el Comisario Pradier, jefe de la Dirección de Seguridad Territorial (DST), en la lucha contra una red de espías extranjeros que operan en Francia. Mientras estudian una carta a la sede de París de la firme sueca Escandinavia, cuyo director es Per Enrik Quarnstron, descubren un microfilm escondido en el encabezamiento. Y es el Profesor Labrousse quien traduce el código. De hecho, este mensaje es sencillamente un informe meteorológico que anuncia alteraciones significativas para el anochecer. Todo esto refuerza la teoría de Mortimer. Pero Labrousse había venido para hablar con Blake sobre la misteriosa desaparición de Mortimer.
Blake y Labrousse parten hacia Jouy-en-Josas, pero antes se dirigen al apartamento de Labrousse en la rue de Vaugirard. Entonces conocen al vecino sueco de Labrousse, Monsieur Henri, muy azorado cuando comprende que Labrousse piensa que vio su Ford Custom azul cerca del estanque de Geneste. Blake y Labrousse llegan a Jouy-en-Josas, donde Blake descubre que el teléfono y el coche habían sido saboteados. Advierten la presencia de un Ford Custom azul aparcado fuera de la finca y descubren que el nombre real del señor Henri es Per Enrik Quarnstron, el cabeza de la red de espías, y que los ocupantes del Custom van a hacer todo lo posible para impedirles que contacten con París. Blake inicialmente intenta llegar a la estación de Jouy pero habiendo sido descubierto por Sharkey y Freddy, los ocupantes del Custom, roba la camioneta postal de Luis, y entonces comienza una gran persecución entre el furgón y un coche americano, a la que se suma la Policía. Finalmente, Blake toma el tren en Massy Palaiseau, continuando la persecución que se prolonga por el metro. Blake elude a sus perseguidores y regresa al apartamento de Monsieur Henry, quien no es otro que Olrik. Pero Sharkey y Freddy están allí, y Blake debe escabullirse. Es entonces cuando regresa Olrik, ordenando a Sharkey y Freddy que se vayan porque Pradier y sus hombres van a llegar a la Rue Vaugirard. Gracias a la tormenta anunciada en el mensaje, los tres delincuentes logran escaparse por los tejados.
Después de regresar al ministerio, Blake, Pradier y Labrousse interceptan un nuevo mensaje codificado: una espesa niebla cubrirá toda Europa Occidental en dos días, situación atmosférica perfecta para que se produzca una invasión. Por lo tanto, el DST tiene solo dos días para encontrar a Olrik. Entretanto, en el castillo de Troussalet, el centro de la red, Mortimer ha sido presentado al Profesor Miloch Georgevitch, quien le muestra el centro de mando de una estación climatológica de la red Cirrus. Miloch le explica que esta estación y las de la red Cirrus pueden determinar el tiempo en Europa Occidental durante meses y le muestra el proceso. Mortimer es devuelto a su celda, donde se le retiene esperando su deportación hacia la potencia extranjera que está detrás de todo.
Dos días más tarde, el día 13, Blake finalmente descubre que el centro de la red es el castillo de Troussalet, y cuando sale del ministerio con sus amigos advierten que la niebla ha empezado a posarse. Blake, Pradier y unos cuantos hombres, todos equipados con máscaras antigás, se dirigen hacia el castillo y llegan a Satory, donde se les unen unos soldados también provistos de máscaras. Entretanto, Mortimer encuentra a Ernesto, quien también había sido capturado. Juntos, logran escapar y provocan accidentalmente la autodestrucción de la base. Entonces abandonan el castillo para intentar encontrar a Blake, Pradier y los otros. Dado que la Estación 001 en el Castillo Troussalet es la estación central de la red Cirrus, la niebla desaparece y Europa Occidental está salvada. La banda entera, incluyendo a Olrik, es capturada. El único que logra escapar es Miloch.

## Publicación en español
Se produjo en la revista DOMINGOS ALEGRES (editorial Novaro, México) a partir del 25 de julio de 1965.